# Fedrelandspartiet
Le Fedrelandspartiet (le parti de la patrie) était un parti politique norvégien créé le 17 mai 1990 par un des anciens leader du Fremskrittspartiet : Harald Trefall, originaire de Bergen. 
Harald Trefall reprochait au Parti du progrès - pourtant considéré à l'extrême-droite de l'échiquier politique norvégien - d'être trop complaisant avec l'immigration. 
Lors des élections régionales et communales de 1991, le parti obtint deux représentants : le premier au conseil régional du Hordaland, le second au conseil municipal de Karmøy. En 1995, le parti perdit ses deux représentants et n'eut par la suite plus le moindre élu.
Le parti était ultra-conservateur et nationaliste.
Le Fedrelandspartiet s'est officiellement dissout le 31 décembre 2008.